# Absyrtos
Absyrtos, søn af Aietes, bror til Medea. På  flugten  fra Kolchis sønderhuggede Jason og Medea ham og kastede hans ligdele i havet for at standse forfølgerne.